# هوديرزفيلد (دائرة انتخابية في المملكة المتحدة)
هوديرزفيلد (بالإنجليزية: Huddersfield)‏ هي إحدى الدوائر الانتخابية في المملكة المتحدة الممثلة في مجلس العموم في برلمان المملكة المتحدة.
عضو البرلمان الذي يمثلها حالياً هو :Mr Barry Sheerman (Lab/Co-op).